# Cornelio Bentivoglio
Cornelio Bentivoglio (27. března 1668 Ferrara - 30. prosince 1732 Řím) byl titulární arcibiskup v Kartágu a kardinál římskokatolické církve.
Byl potomkem vlivného šlechtického rodu Bentivoglio. Získal doktorát v kanonickém i civilním právu na univerzitě ve Ferraře. Jako mladý odešel do Říma. Roku 1712 byl jmenován nunciem v Paříži. Kardinálem se stal roku 1719 (titulus San Girolamo degli Schaivoni), a španělským ministerským zmocněncem v Římě roku 1726. Je pohřben v Santa Cecilia in Trastevere.
Měl zájem o umění, psal sonety a přeložil epos Thébané od římského básníka Statia.